# Margareta Strömbom
Margareta Elise Alida Strömbom, född 2 september 1940, är en svensk historiker. Hon är dotter till folklivsforskaren Nils Strömbom samt dotterdotter till industrimannen Birger Svensson.

## Biografi
Margareta Strömbom har disputerat i internationell historia och politik vid universitetet i Genève och är anställd vid WHO, Världshälsoorganisationen i Genève, där hon arbetar med u-landsfrågor. Hon har forskat om halländsk kulturhistoria och bl.a. gett ut böckerna Bexells talande stenar, ett unikt kulturarv i Halland (1995) och Bålastugan. Bexellska ryggåsstugan, föregångare till friluftsmuseet Skansen i Stockholm (2007).